# Памятник Екатерине II (Санкт-Петербург)
Памятник Екатерине II — памятник на площади Островского в Санкт-Петербурге, установленный в честь императрицы Екатерины II в 1873 году.

## История памятника
В начале 1861 году Академия наук назначила конкурс на проект памятника Екатерины II, приуроченный к 100-летию её восшествия на престол. Памятник предполагалось установить у Екатерининского дворца в Царском Селе. Было представлено около 8 проектов, премии удостоился проект художника М. О. Микешина, который и был утвержден.

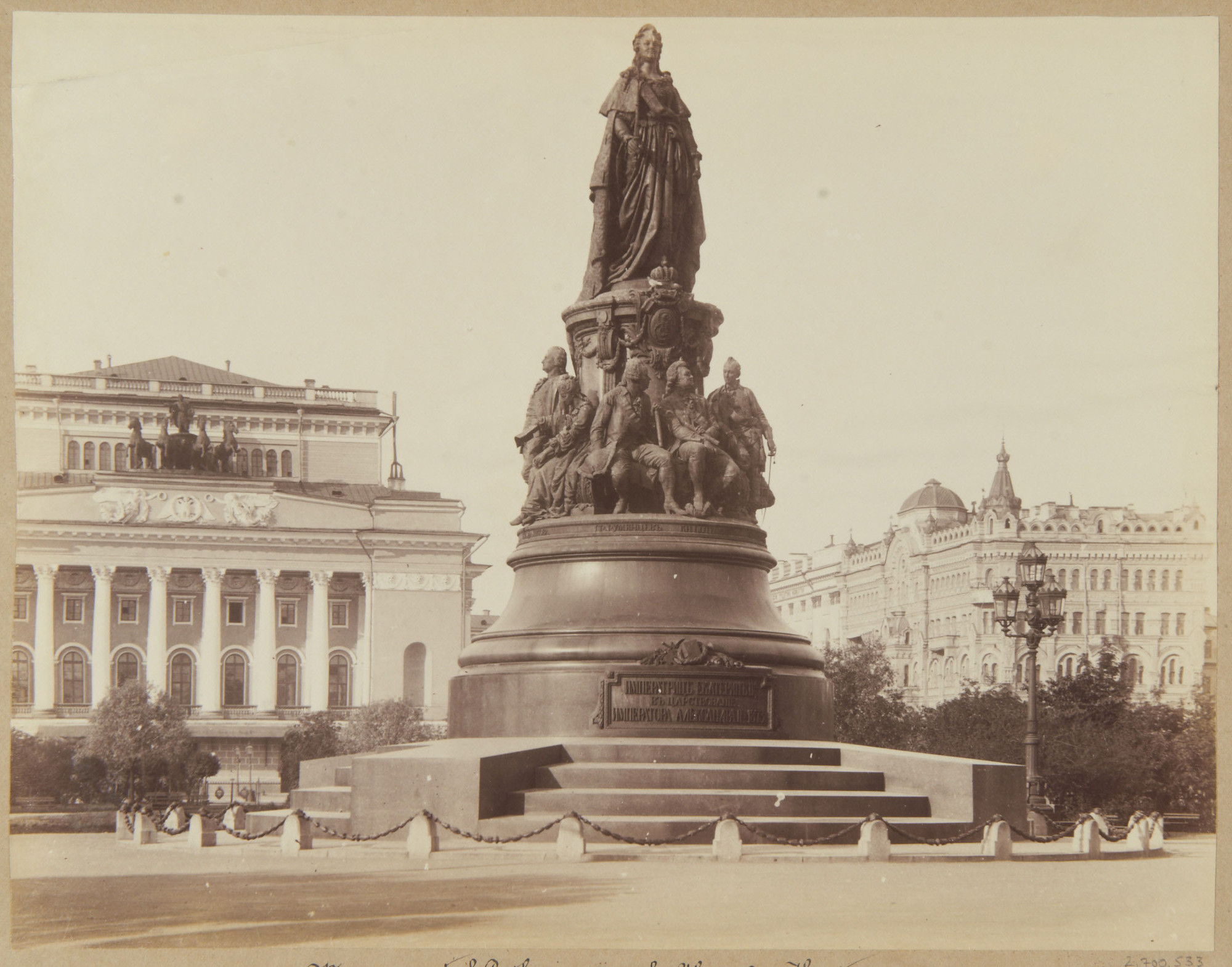
Памятник Екатерине II, 1880-е

В 1865 г. было решено установить его в Петербурге перед Александринским театром. Тогда же было решено прибавить на памятнике фигуры Бецкого и Безбородко.
Модель памятника, выполненный в масштабе 1⁄16 натуральной величины, была приобретена для царскосельского дворца и находится у Камероновой галереи, у входа на нее с Висячего сада  в Царском Селе. Закладка памятника в центре сквера на Александрийской площади состоялась 24 ноября 1869 года в присутствии Александра II и членов императорской фамилии.
Памятник был открыт в 1873 году.

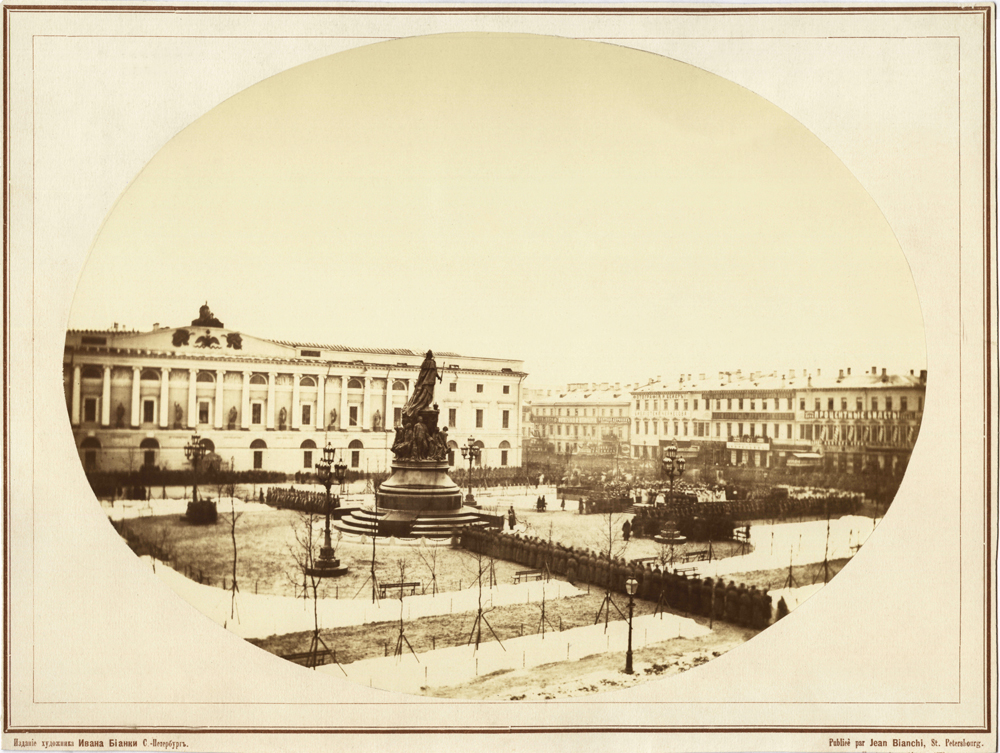
Торжества при открытии памятника Екатерине Великой.
Фото Ивана Бианки, 1873

Гранит разных пород для пьедестала памятника привезли водным путём с Карельского перешейка к набережной Невы у Летнего сада, а оттуда — по специальной переносной железной дороге, изготовленной на заводе Сан-Галли, доставили на место. Расходы на сооружение монумента составили 316 000 рублей, а вместе с изготовлением памятных медалей, организацией церемонии открытия и переустройством сквера — 456 896 рублей, было высажено вокруг около 200 деревьев. Памятник сооружали более 10 лет — с 1862 по 1873 гг. Его освящение прошло 24 ноября (6 декабря) 1873 года.
В конце 1960-х гг. из рук Александра Суворова вандалы вырвали и украли шпагу. Её воспроизводили заново дважды — покушения на шпагу продолжаются до сих пор.
С декабря 1988 года Екатерининский сад состоит под государственной охраной. В 1989—2001 годах здесь провели реконструкцию с коренным переустройством и возвращением планировки, существовавшей в 1878 году. В 1990-х годах с бронзовой груди императрицы украли многокилограммовую цепь и орден, а у вельмож, сидящих в ногах Екатерины, украли различные аксессуары. Так, например, Суворов в очередной раз остался без шпаги. По горячим следам вандалов удалось найти, и во время последней реставрации в 2003 году предметы вернули на своё место.

## Авторы
В сооружении памятника приняли участие художник М. О. Микешин, скульптурные работы выполнили М. А. Чижов, изваявший статую Екатерины, и А. М. Опекушин, создавший фигуры, окружающие пьедестал. Автором проекта пьедестала памятника и лаврового венка вокруг его подножия, торшеров канделябров, доски для надписи под подножием монумента является архитектор Д. И. Гримм, который руководил всеми работами по созданию монумента. Орнаментальные детали фонарей были изготовлены по рисункам архитектора В. А. Шрётера.

## Технические данные
Пьедестал изготовлен из гранита, привезённого с Карельского перешейка: на нижнюю часть — из каменоломен Путсало, на базу и карниз — серый гранит из каменоломен Янисари и на постамент — тёмно-серый гранит из каменоломни Снескесальми. Фигуры сподвижников отлиты на бронзолитейном заводе «Николс и Плинке» в Санкт-Петербурге. Главная статуя памятника с её бронзовым подножием надета на купол из гранита. На изготовление памятника и четырёх канделябров пошло 3100 пудов (50,8 т) бронзы. Высота фигуры Екатерины II составляет 4,35 м. Общая высота памятника свыше 10 м.

## Композиция
Бронзовая фигура Екатерины ΙΙ держит в руках скипетр и лавровый венок, с плеч ниспадает складками горностаевая мантия, у ног возлежит корона Российской империи. Императрица изображена с осанкой высочайшей особы, однако без строгости и с лёгкой улыбкой на лице. На груди виден орден святого Андрея Первозванного.
Вокруг пьедестала расположены девять фигур видных деятелей екатерининской эпохи: фельдмаршал П. Румянцев-Задунайский, государственный деятель Г. Потемкин и полководец А. Суворов обращены к Невскому проспекту, поэт Г. Державин и президент Российской академии Е. Дашкова — к Аничкову дворцу, князь А. Безбородко и президент Российской Академии художеств И. Бецкой — к Публичной библиотеке, полярный исследователь и флотоводец В. Чичагов и государственный деятель А. Орлов-Чесменский — к фасаду Александринского театра. На переднем фасаде памятника помещена бронзовая доска, украшенная атрибутами наук, художеств, земледелия и военного дела. На книге, стоящей среди этих атрибутов, написано слово «закон» и сделана надпись: «Императрице Екатерине ΙΙ в царствование Императора Александра ΙΙ-го 1873 год».
Первоначально предполагалось поместить барельефы Черкасова, Новикова, Кулибина, митрополита Платона и других. В окончательном варианте было решено сделать барельефы Орлова и Чичагова.

Скульптуры пьедестала памятника
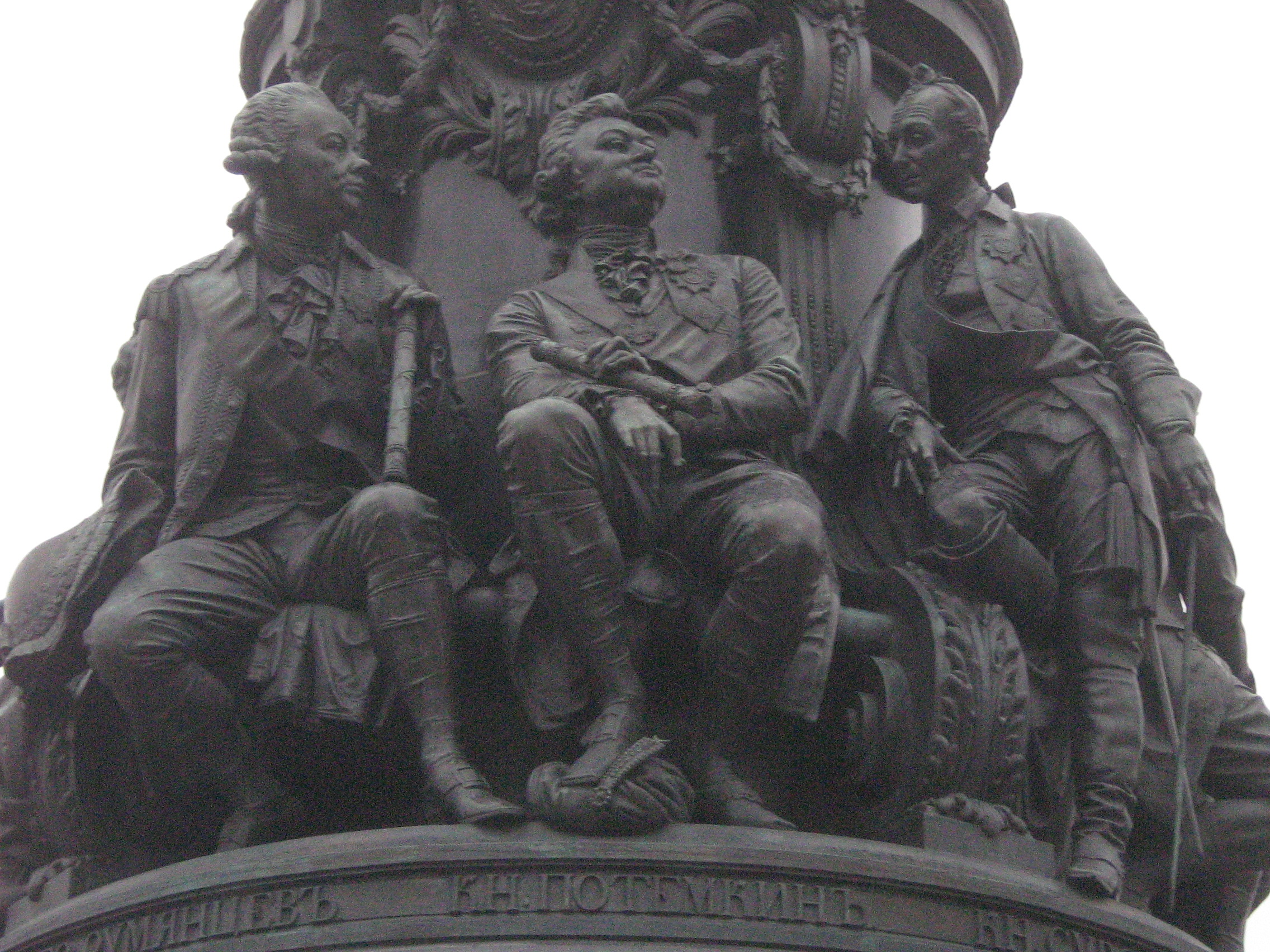
П. А. Румянцев-Задунайский, Г. А. Потемкин, А. В. Суворов
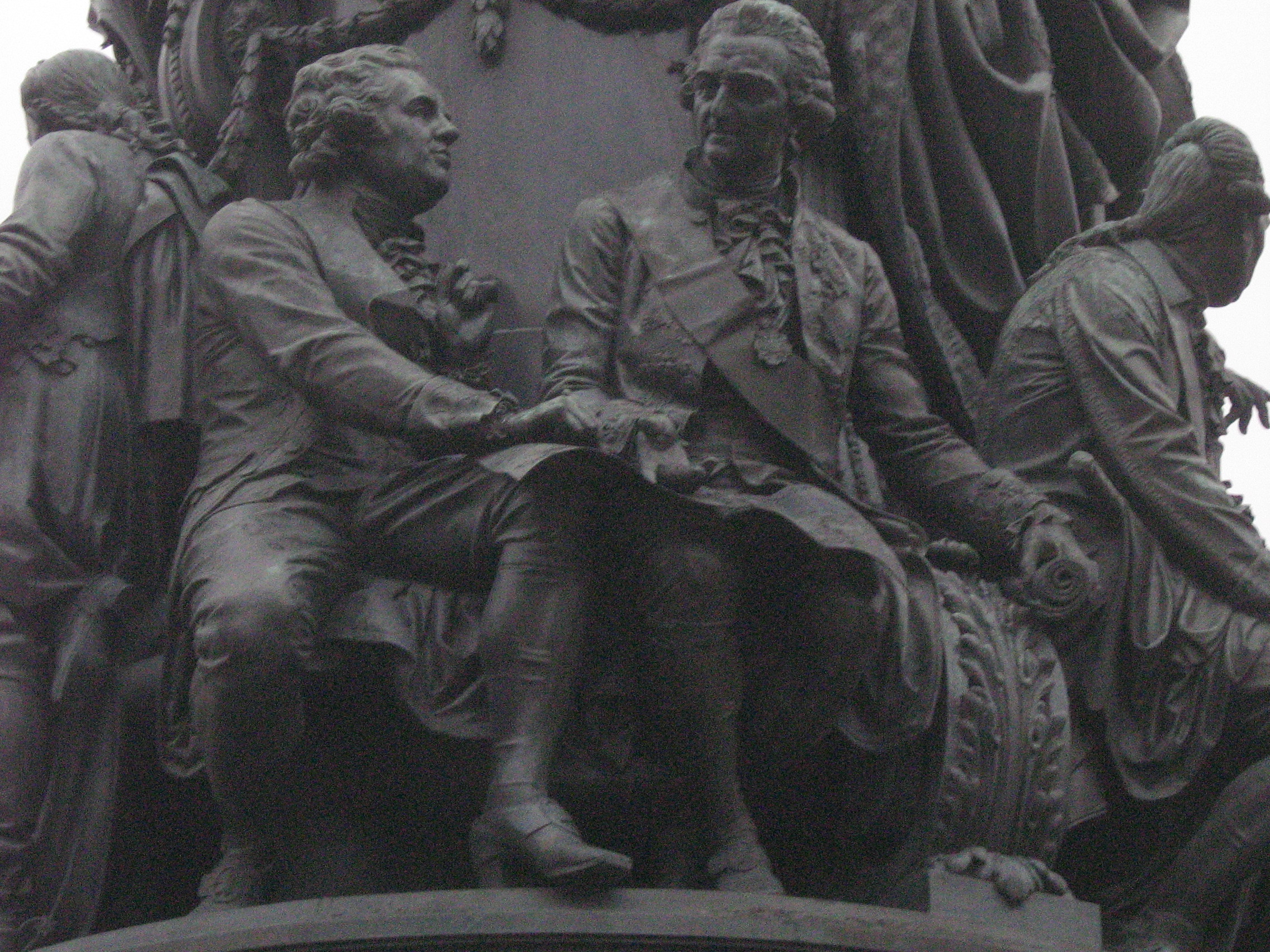
А. А. Безбородко, И. И. Бецкой
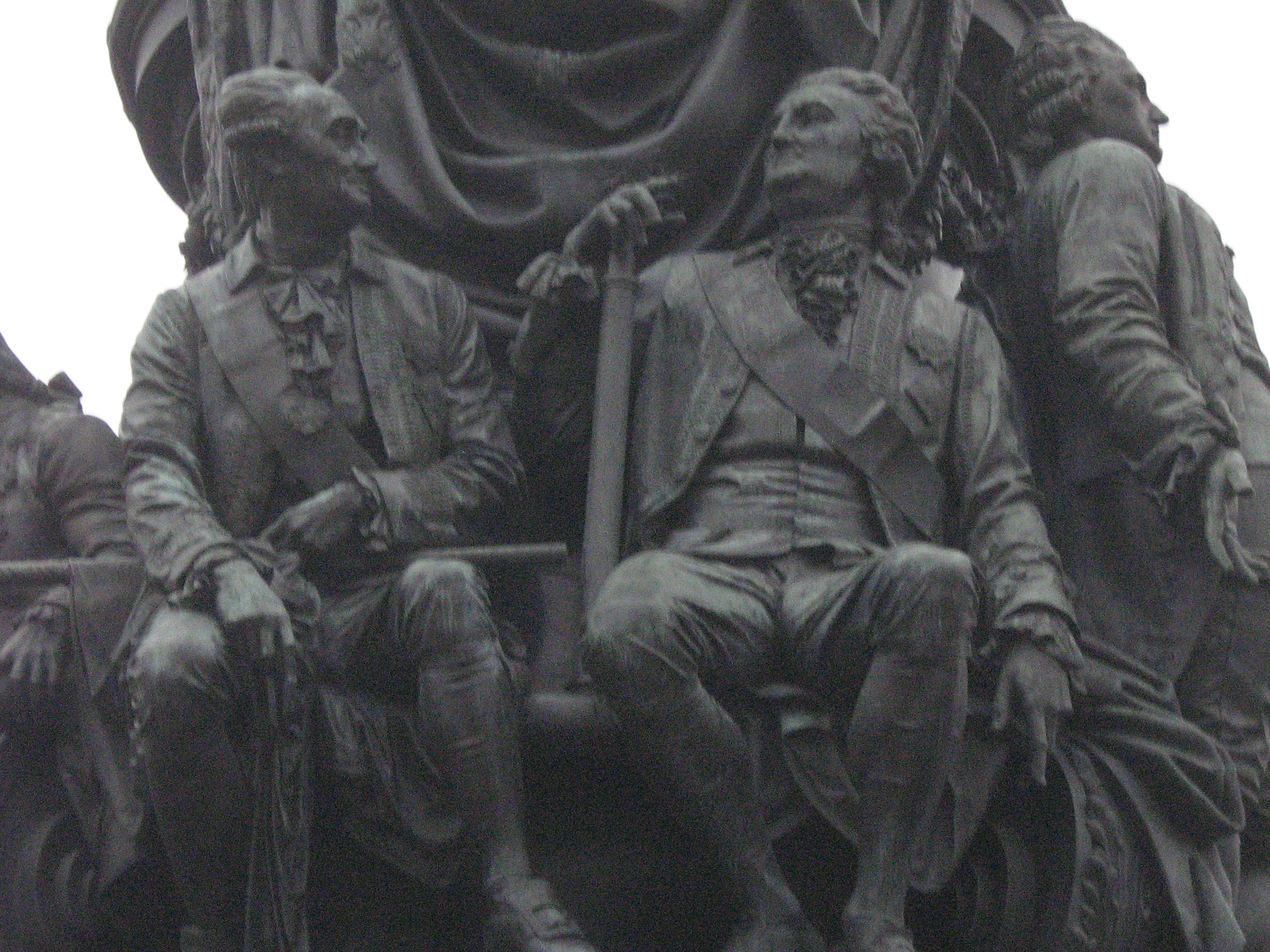
В. Я. Чичагов, А. Г. Орлов-Чесменский
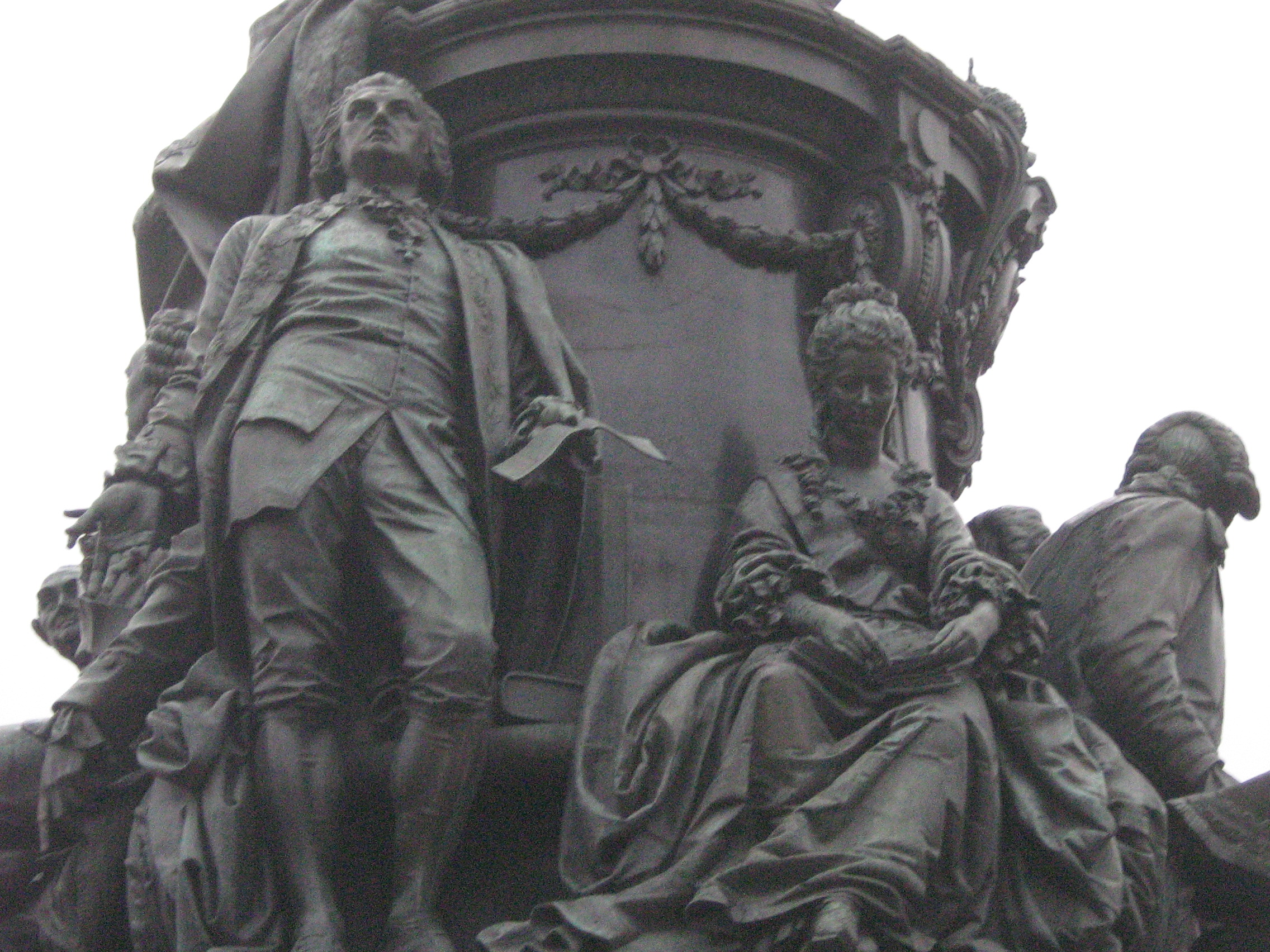
Г. Р. Державин, Е. Р. Дашкова

Детали памятника
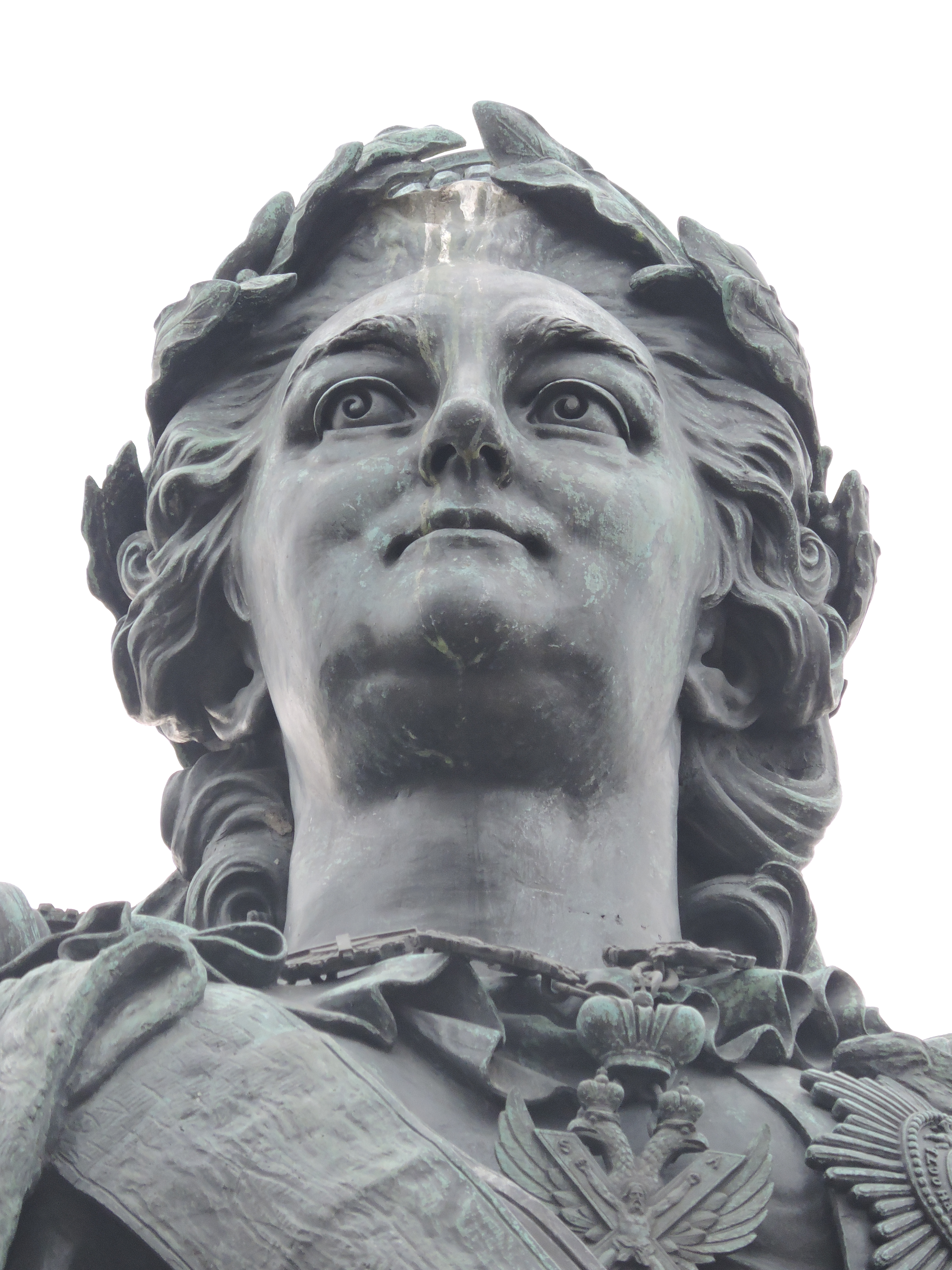
Голова императрицы. Виден орден Андрея Первозванного
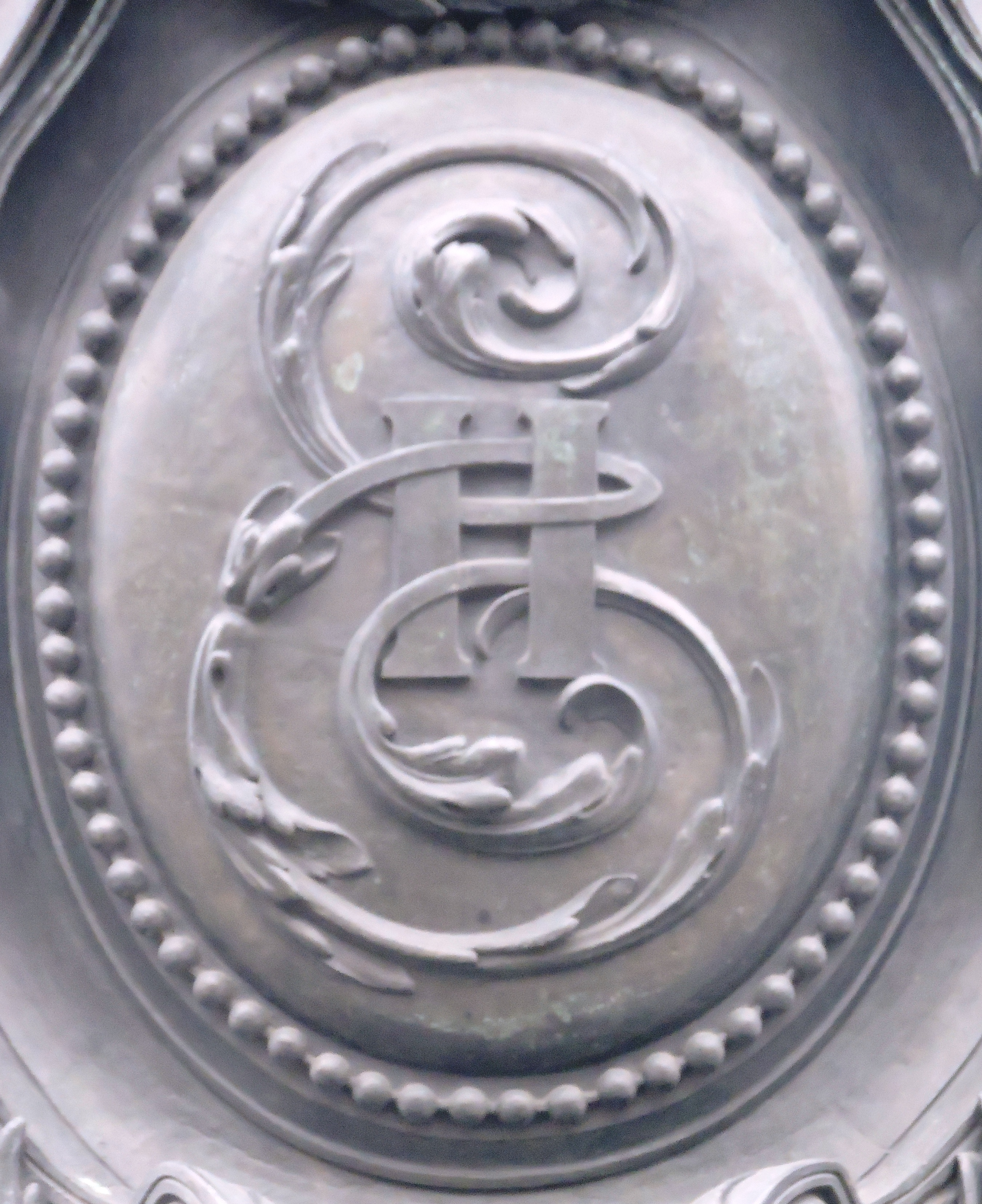
Монограмма императрицы
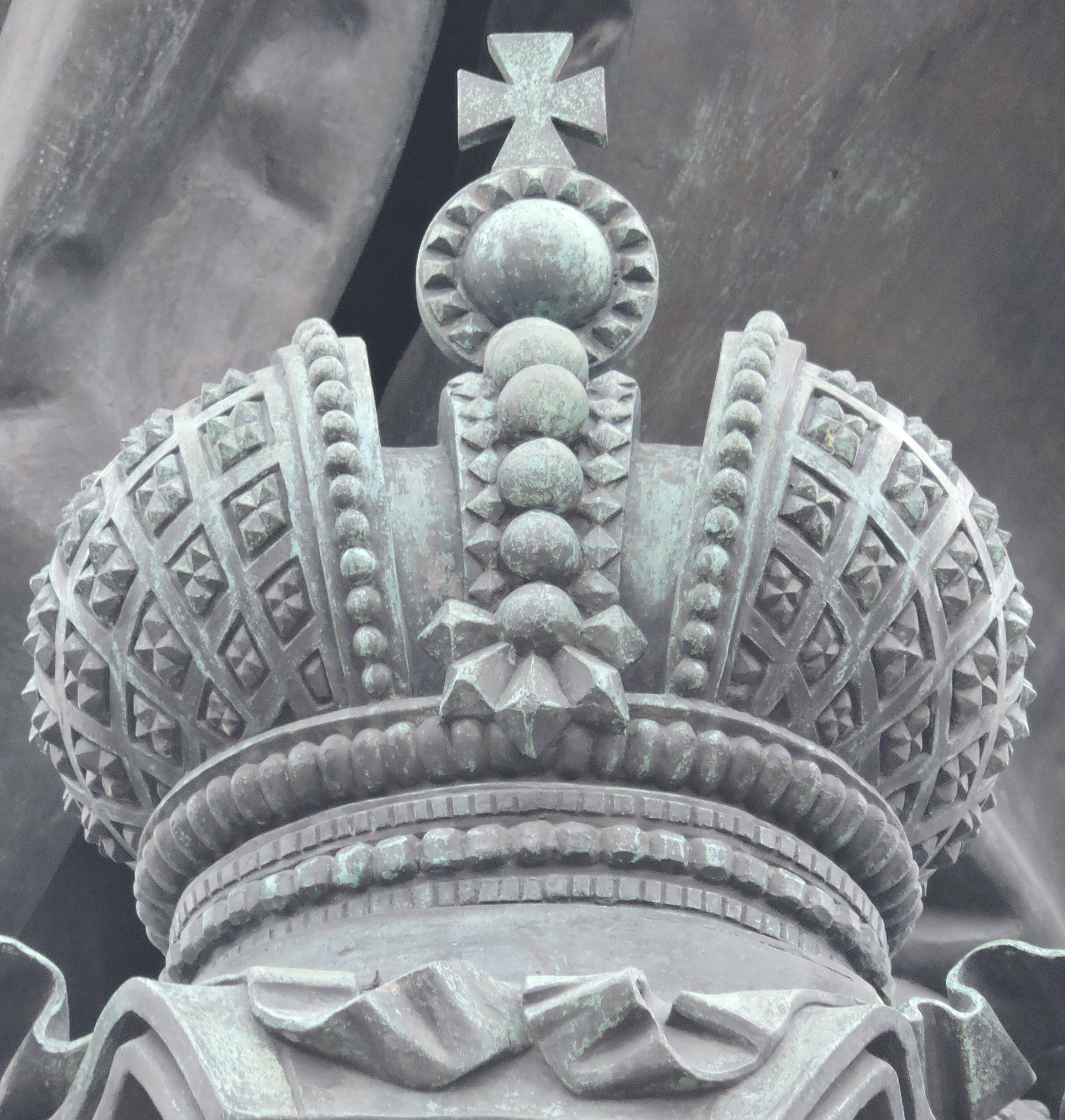
Корона у ног императрицы
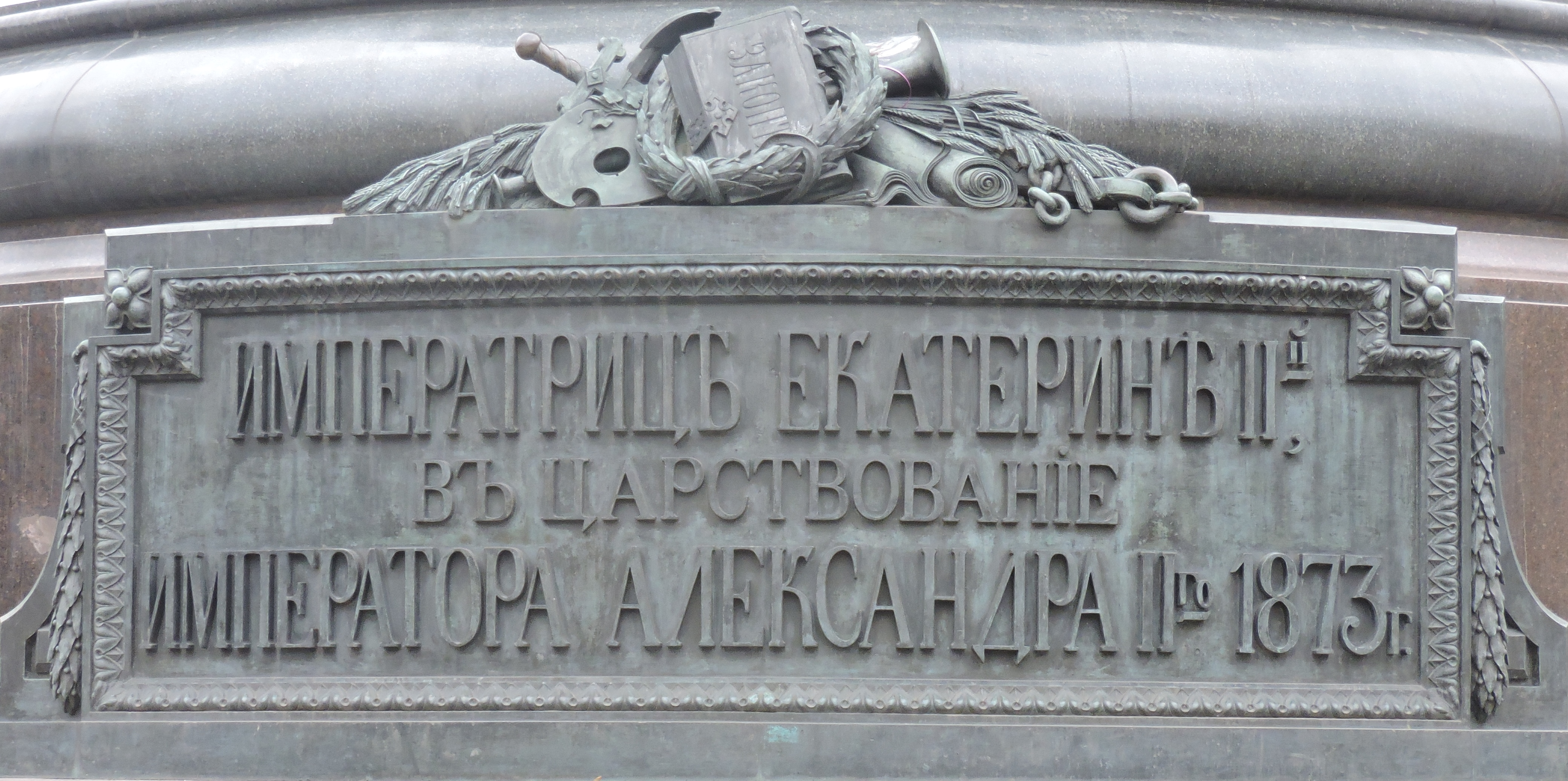
Табличка у подножия пьедестала

Памятник имеет сходство с памятником Тысячелетию России, находящимся в Великом Новгороде, что неслучайно, так как оба они проектировались Михаилом Микешиным. Нельзя не отметить и его сходство с памятником Екатерине II в Краснодаре, это была одна из последних работ скульптора.
События последних лет царствования Александра II — в частности, Русско-турецкая война 1877—1878 — помешали осуществлению замысла расширения мемориала Екатерининской эпохи. Д. И. Гримм разработал проект сооружения в сквере рядом с памятником Екатерине II бронзовых статуй и бюстов, изображающих деятелей славного царствования. Согласно окончательному списку, утверждённому за год до смерти Александра II, рядом с памятником Екатерине должны были разместиться шесть бронзовых скульптур и двадцать три бюста на гранитных постаментах.
В рост должны были быть изображены: граф Н. И. Панин, адмирал Г. А. Спиридов, писатель Д. И. Фонвизин, генерал-прокурор Сената князь А. А. Вяземский, фельдмаршал князь Н. В. Репнин и генерал А. И. Бибиков, бывший председателем Комиссии по уложению. В бюстах — издатель и журналист Н. И. Новиков, путешественник П. С. Паллас, драматург А. П. Сумароков, историки И. Н. Болтин и князь М. М. Щербатов, художники Д. Г. Левицкий и В. Л. Боровиковский, архитектор А. Ф. Кокоринов, фаворит Екатерины II граф Г. Г. Орлов, адмиралы Ф. Ф. Ушаков, С. К. Грейг, А. И. Круз, военачальники: граф З. Г. Чернышёв, князь В. М. Долгоруков-Крымский, граф И. Е. Ферзен, граф В. А. Зубов; московский генерал-губернатор князь М. Н. Волконский, новгородский губернатор граф Я. Е. Сиверс, дипломат Я. И. Булгаков, усмиритель «чумного бунта» 1771 года в Москве П. Д. Еропкин, подавившие пугачевский бунт граф П. И. Панин и И. И. Михельсон, герой взятия крепости Очаков И. И. Меллер-Закомельский.

## Городские легенды
Острословы рассказывают, что бронзовые фигуры екатерининских фаворитов вокруг пьедестала на памятнике Екатерине жестами демонстрируют размеры своих достоинств. Один только Державин виновато разводит руками. А над ними возвышается величественная развратная императрица с лукавой улыбкой и скипетром-эталоном в царственных руках. В действительности из изображённых на памятнике фаворитом Екатерины (по некоторым данным, даже тайным супругом) был только Г. А. Потёмкин.
Одна из легенд утверждает, что под памятником зарыты «несметные богатства». При закладке памятника одна из экзальтированных дам сорвала с себя перстень и бросила в котлован. Её примеру последовали и другие дамы. Если верить городским слухам, то в советское время власти хотели провести раскопки в Екатерининском саду. Однако дело дальше кабинетных разговоров не пошло.
Памятник Екатерине — самый несчастный монумент города. С него постоянно пропадают скульптурные детали (бронзовые цепи, ордена, шпаги), осколки стеклянных бутылок реставраторы обнаружили даже на голове императрицы. А как-то раз Екатерина была замечена в тельняшке с бутылкой в руке. Говорят, что это сделали подвыпившие моряки.

## Памятная монета
13 декабря 2011 г. Банк России выпустил в обращение памятную монету номиналом 100 рублей с изображением памятника Екатерине II в Санкт-Петербурге посвящённую 225-летию со дня основания первого Российского страхового общества. Монета изготовлена из серебра 925-й пробы тиражом 250 экземпляров и весом 1083,74 грамма.